# Občina Destrnik
Občina Destrnik (slovinsky Občina Destrnik, německy Gemeinde Desternik) je jednou z 212 občin ve Slovinsku. Nachází se v Podrávském regionu na území historického Dolního Štýrska. Občinu tvoří 13 sídel, její rozloha je 34,4 km² a k 1. lednu 2017 zde žilo 2 544 obyvatel. Správním střediskem občiny je vesnice Vintarovci.

## Členění občiny
Občina se dělí na sídla: Desenci, Destrnik, Dolič, Drstelja, Gomila, Gomilci, Janežovci, Janežovski Vrh, Jiršovci, Levanjci, Ločki Vrh, Placar, Strmec pri Destrniku, Svetinci, Vintarovci, Zasadi, Zgornji Velovlek